# Wehebachtalsperre
Die Wehebachtalsperre liegt zwischen Hürtgenwald im Kreis Düren und Stolberg (Rheinland) in der Städteregion Aachen in Nordrhein-Westfalen. Sie wurde 1983 zum Hochwasserschutz, zur Trinkwasserversorgung und zur Niedrigwasseraufhöhung in Betrieb genommen. Unterhalb der Talsperre fließt der Wehebach weiter in die Inde und in die Rur. Die Talsperre gehört zum Wasserverband Eifel-Rur (WVER).

## Der Stausee
Der Stausee der Wehebachtalsperre hat drei Arme: im Westen das Tal des roten Wehebachs, östlich davon das des Wehebachs (auch weiße Wehe genannt) und in westöstlicher Achse das Tal des Thönbachs.

## Der Staudamm
Der Staudamm ist ein Steinschüttdamm aus Schiefer und Grauwacke mit einer bituminösen Außendichtung und einer zusätzlichen bituminösen Bremszone (Bitumensand) im Kern. Diese wurde zur Erdbebensicherheit eingebaut. Ein Entnahmeturm mit einem anschließenden Stollen dient der Trinkwasserentnahme. Die Hochwasserentlastung ist am rechten Hang. Sie hat einen fächerartigen, 24 Meter breiten Überlauf mit einer 6 Meter breiten Schussrinne, die über die Talflanke geht und im Tosbecken endet. Die Talsperre hat einen Kontrollgang in der wasserseitigen Herdmauer und an der Luftseite zwei Bermen.
Unterhalb des Staudamms befindet sich die Trinkwasser-Aufbereitungsanlage.

## Zuflüsse der Wehebachtalsperre
Neben den Hauptzuflüssen Roter Wehebach, Weißer Wehebach, Weberbach und Thönbach, wird die Wehebachtalsperre von einer Reihe weiterer Bäche gespeist. Die Grafik Arme der Wehebachtalsperre zeigt eine Übersicht über den Stausee. Bezogen auf die Grafik, speist der Rote Wehebach den Arm „1“, Weißer Wehebach und Weberbach den Arm „2“ und Tönbach den Arm „3“.
Definition Weißer Wehebach: Im volksmündlichen Sprachgebrauch und auf einigen Karten so dargestellt, wird der obere Gewässerabschnitt des Wehebachs, der Abschnitt von seiner Quelle bis hin zur Einmündung in die Wehebachtalsperre in Anlehnung zum Roten Wehebach als Weißer Wehebach bezeichnet. Der Wehebach hat eine Gesamtlänge von 25.696 Meter.
| Zufluss             | Alias     | Länge   | aufnehmendes Gewässer | Talsperrenarm |
| ------------------- | --------- | ------- | --------------------- | ------------- |
| Roter Wehebach      |           | 6.706 m | Wehebach              | 1             |
| Roter Wehebach (II) |           | 658 m   | Rothsiefen            | 1             |
| Rothsiefen          |           | 2.613 m | Roter Wehebach (*)    | 1             |
| Rothsiefen (II)     |           | 1.188 m | Roter Wehebach        | 1             |
| Spießsiefen         |           | 1.898 m | Roter Wehebach        | 1             |
| Pioniersiefen       |           | 1.149 m | Roter Wehebach        | 1             |
| Weißer Wehebach     |           |         | Wehebach              | 2             |
| Hürtgenbach         |           | 4.083 m | Weißer Wehebach       | 2             |
| Germetsbach         |           | 1.341 m | Weißer Wehebach       | 2             |
| Mühlenbach          |           | 2.383 m | Weißer Wehebach       | 2             |
| Kirschsiefen        |           | 851 m   | Weißer Wehebach       | 2             |
| Schiefersiefen      |           | 1.110 m | Weißer Wehebach (*)   | 2             |
| Pferdesiefen        |           | 981 m   | Weißer Wehebach       | 2             |
| Stinkensiefen       |           | 730 m   | Weißer Wehebach       | 2             |
| Mückensiefen        |           | 796 m   | Weißer Wehebach       | 2             |
| Hülsensiefen        |           | 1.523 m | Weißer Wehebach (*)   | 2             |
| Wurzelsiefen        |           | 635 m   | Weißer Wehebach (*)   | 2             |
| Rodsbergsiefen      |           | 748 m   | Weißer Wehebach       | 2             |
| Weberbach           | Frenkbach | 3.738 m | Weißer Wehebach (*)   | 2             |
| Asselbach           |           | 1.365 m | Hürtgenbach           | 2             |
| Thönbach            |           | 4.295 m | Wehebach              | 3             |

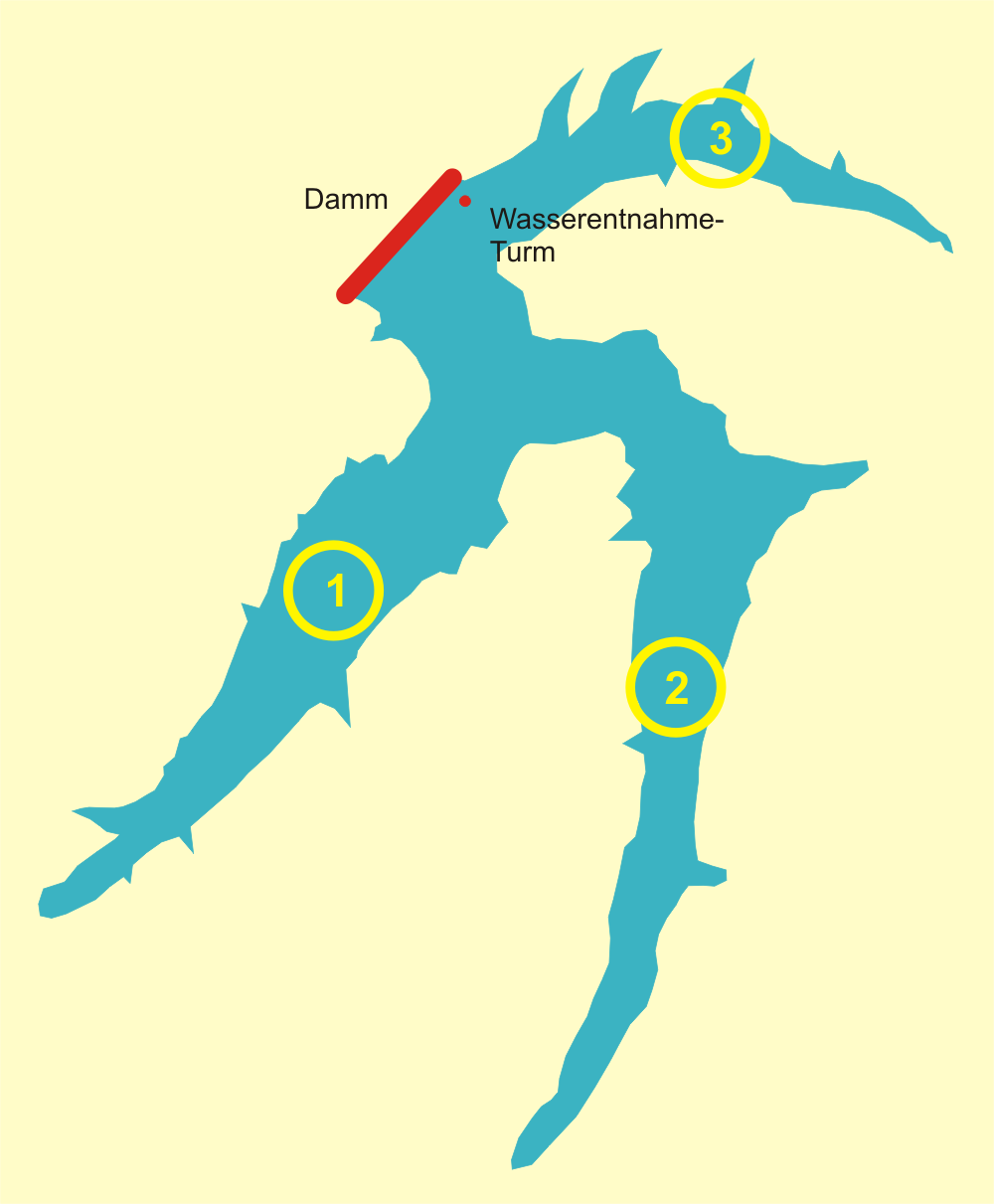
Arme der Wehebachtalsperre

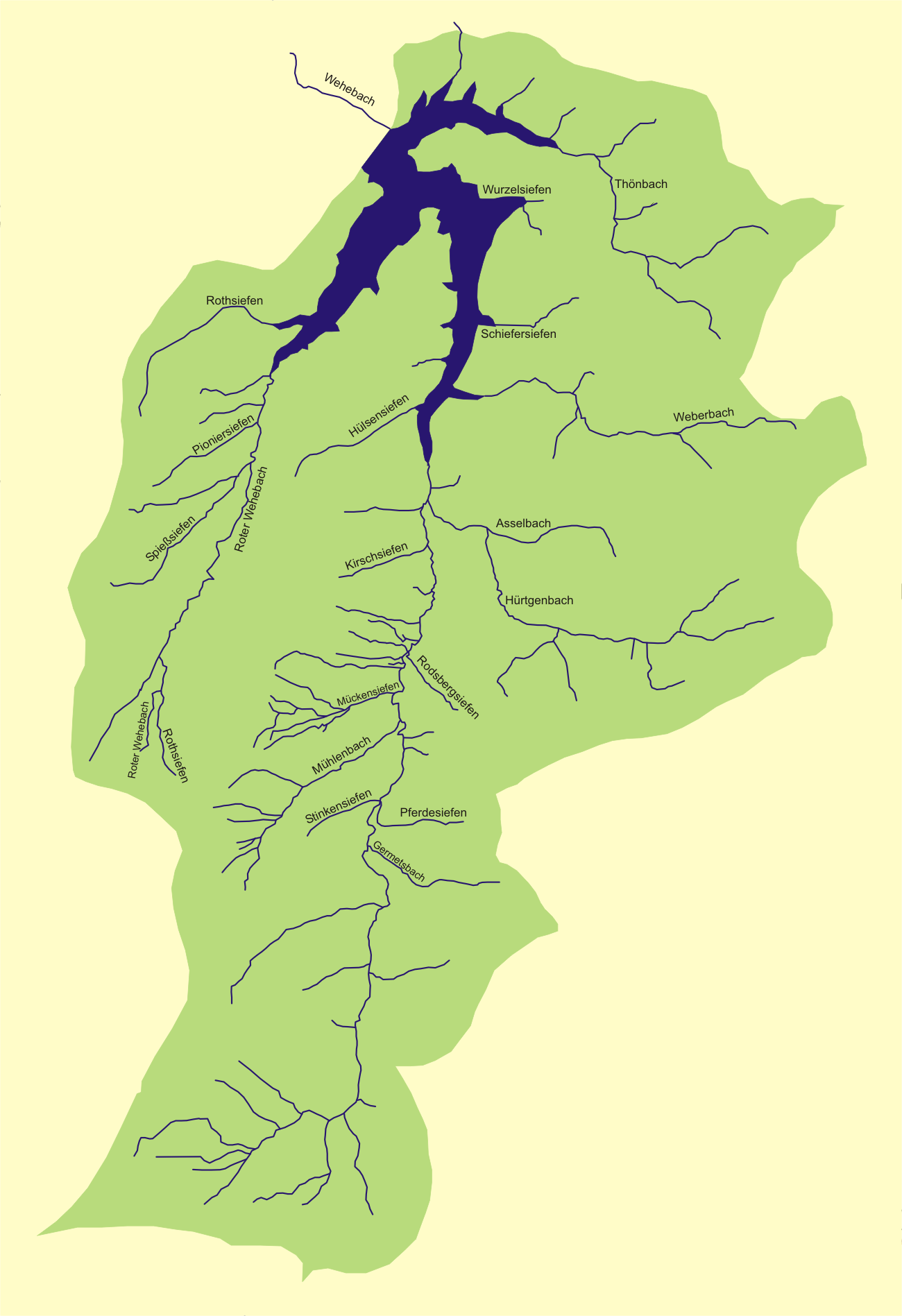
Einzugsgebiet der Wehebachtalsperre

(*) = Die Einmündung in das aufnehmende Gewässer befindet sich innerhalb des Sees.

Es existieren jeweils zwei Fließgewässer mit den Namen „Roter Wehebach“ und „Rothsiefen“.

## Touristisches
Einen Blick über das Absperrbauwerk und Teile des Sees bietet ein erhöhter Aussichtspunkt direkt am Damm. An Freizeitmöglichkeiten sind lediglich Wandern und Radfahren erlaubt, da der See wegen seines Charakters als Trinkwasserreservoir nicht für den Wassersport freigegeben ist. Aufgrund seiner Lage in einer waldreichen Gegend, bietet der Stausee die Gelegenheit zu vornehmlich ornithologischen Naturbeobachtungen.
Östlich der Staumauer befinden sich Reste des Ringwalls einer keltischen Fliehburg aus der Eisenzeit.
Am Einfluss des weißen Wehebachs befindet sich eine Straßenbrücke der ehemaligen Nideggener Straße bzw. Schevenhüttener Straße. Diese wurde zusammen mit großen Teilen der Straße nicht abgebaut, sondern dem Wasser überlassen und ist bei Niedrigwasser zugänglich (Lage).

## Kraftwerk
Seit Oktober 2011 wird zur energetischen Nutzung eine Durchströmturbine mit 53 kW Nennleistung betrieben. Sie steht im Auslaufbauwerk der Talsperre. Bei einem Durchfluss von 100 bis 200 Litern pro Sekunde kann der Jahresverbrauch von bis zu 100 Haushalten gedeckt werden.

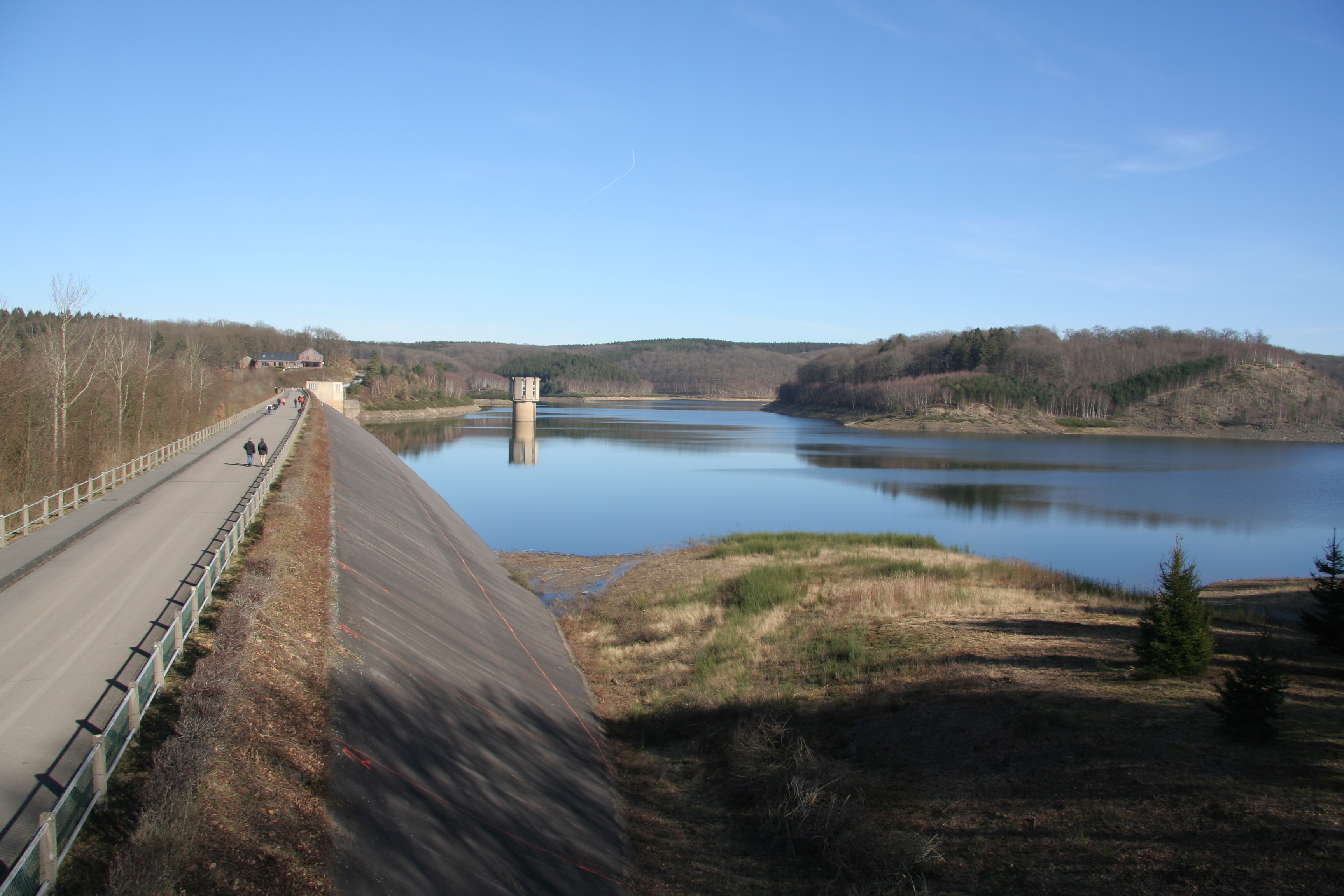
Damm der Wehebachtalsperre vom Aussichtspunkt gesehen
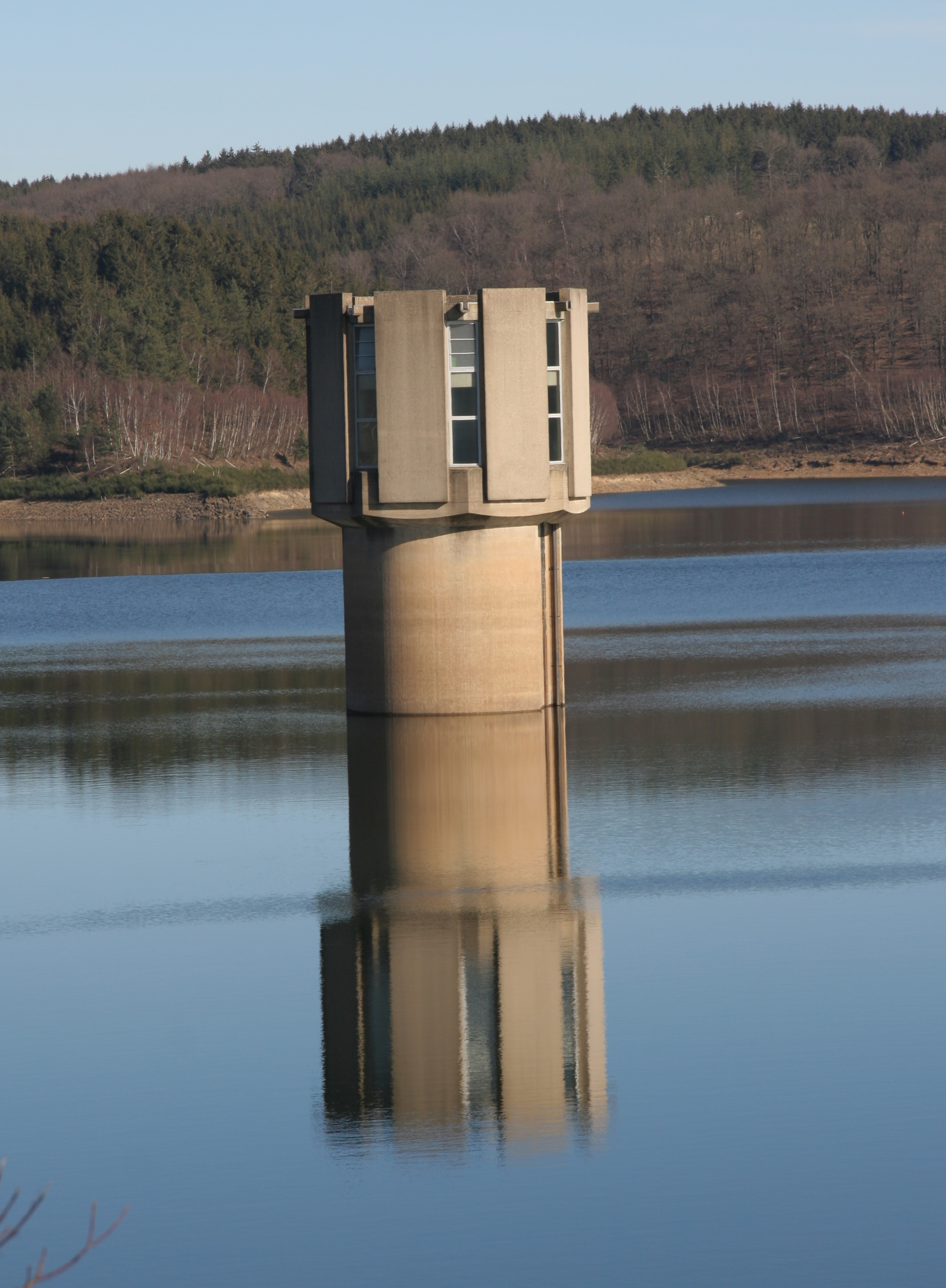
Wasserentnahmeturm der Wehebachtalsperre
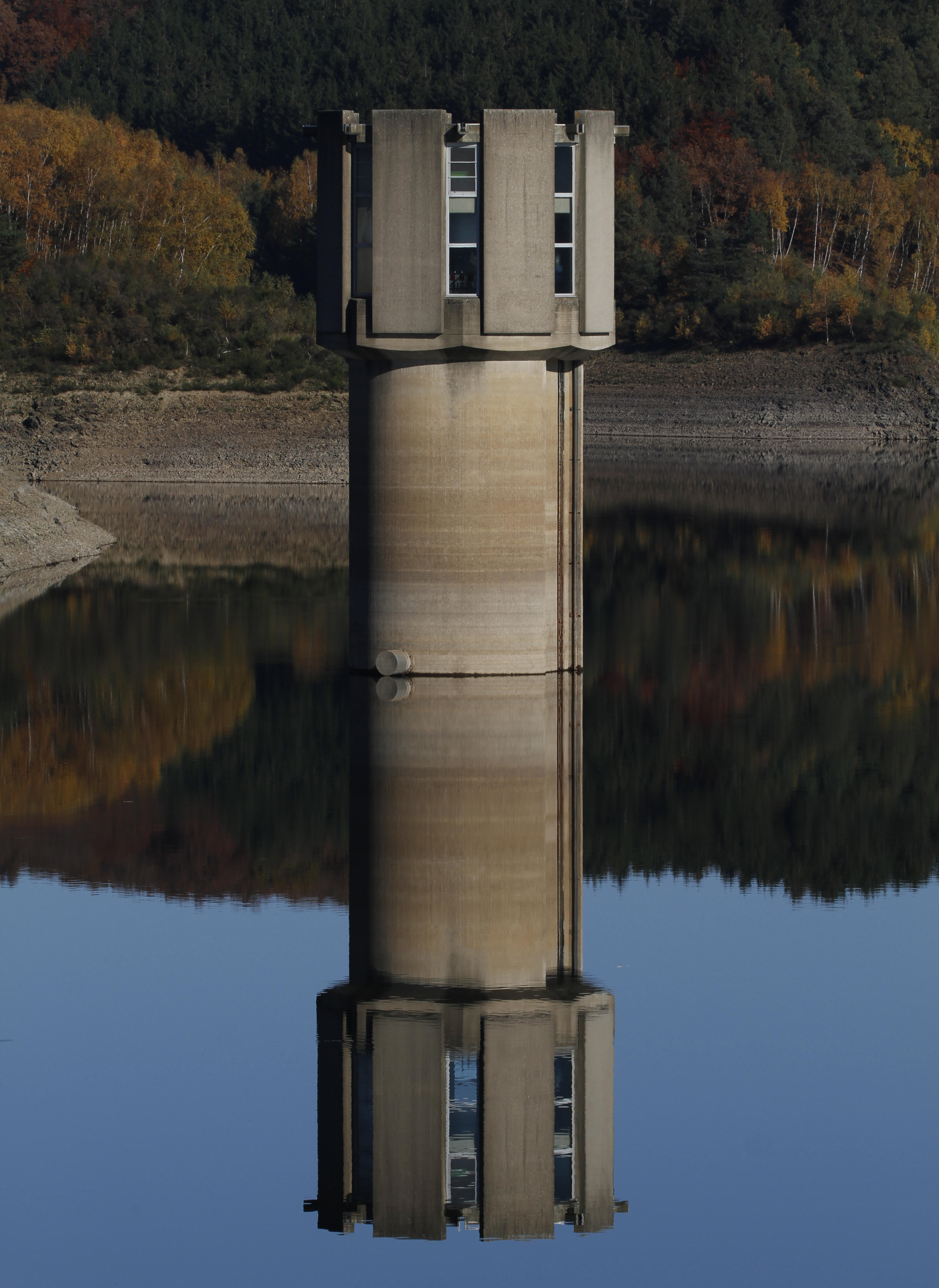
Wasserentnahmeturm bei Niedrigwasser
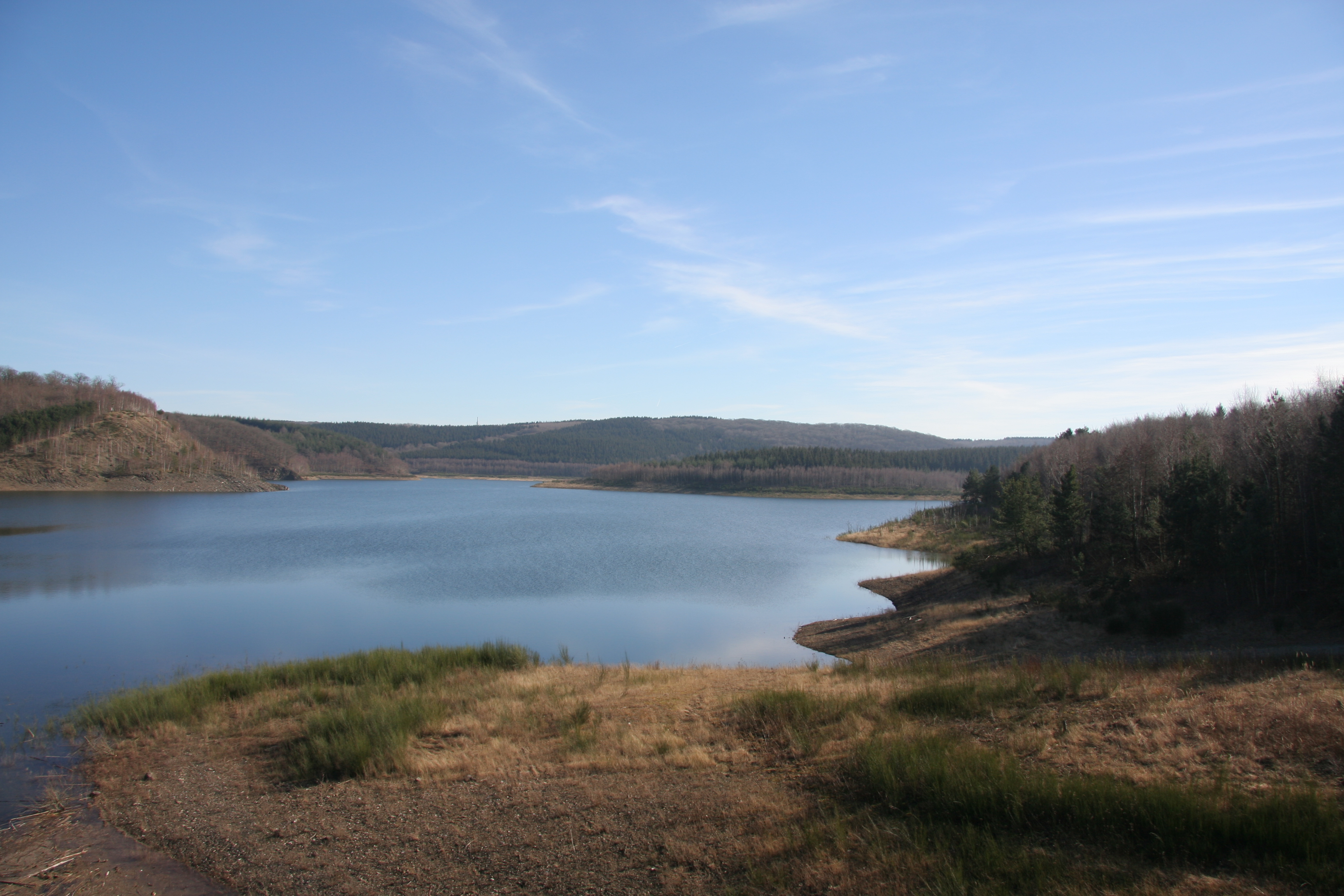
Blick vom Staudamm über die Wehebachtalsperre
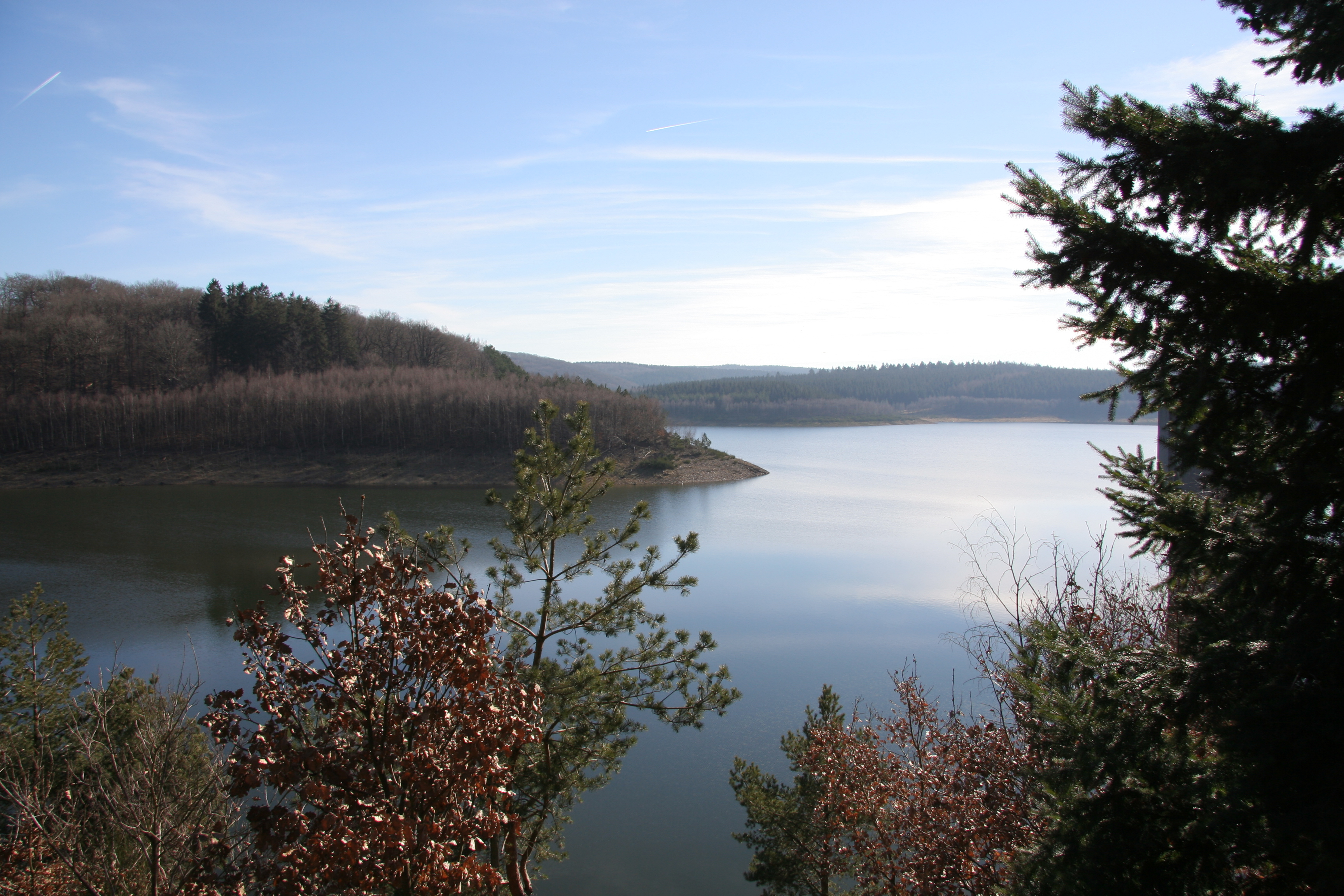
Blick über die Wehebachtalsperre